# 托尼·路特曼
托尼·路特曼（德語：Toni Rüttimann，1967年8月21日—），出生于瑞士小镇蓬特雷西纳，是一名在东南亚和拉丁美洲工作的桥梁工程师，当地人常常称他为「瑞士人托尼」。
托尼·路特曼独立工作，他和有需求的社区同心协力，使用回收材料建筑桥梁，并不收取任何费用。通常由企业捐赠回收材料，当地政府给予建造许可，普通民众是这些桥梁的主要贡献者。没有人会要求回报，而建造好的桥梁则属于建造它的人们。这些桥可供行人、驮畜、摩托车、双轮拖拉机使用，但并不适用汽车通行。
在托尼工作过的每个国家，他都会组建起一支由当地人担当的焊接工队伍，并寻找一名“筑桥伙伴”。托尼会将自己的技术传授给筑桥伙伴，使其能够履行起维护所建大桥的责任。
托尼居无定所，四海为家，随身所带的两个包就是他所需的一切。一个包装着他个人的随身物品，另一个包则是笔记本电脑和一些专业工具。截止2014年3月20日，他和当地的社区一起一共建造了648座桥，造福190万人。

## 个人简介

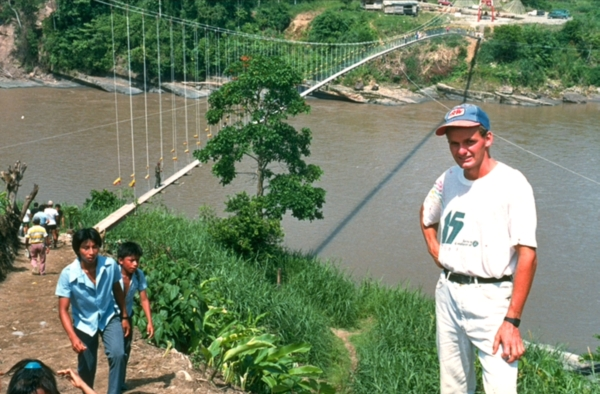
瑞士人托尼和由村民建造的阿瓜里科河大桥

### 在厄瓜多尔的早期生涯
托尼高中就读于阿尔卑斯山卓士学校。1987年，还有两周他就高中毕业了，这时他在电视上看见厄瓜多尔遭受地震灾害的画面。他决定在高中毕业当晚出发前往拉丁美洲，出发时他随身只带着个人物品和蓬特雷西纳與恩加丁谷地当地邻居捐赠的9,000瑞士法郎。
抵达厄瓜多尔东北部的受灾地区之后，托尼遇到了一位荷兰水利工程师。他得到該工程师的技术支援，并在弗羅戴爾谷（Flor del Valle）村当地村民的帮助下，在阿瓜里科河支流上建起了一座52米长的吊桥，让这座村庄不再与外界隔断。
托尼在厄瓜多尔待了六个月，之后回到瑞士，进入苏黎世联邦理工学院攻读土木工程。不过，他在大学仅仅待了七个星期，就决定立即重返厄瓜多尔，去帮助那里的人们。

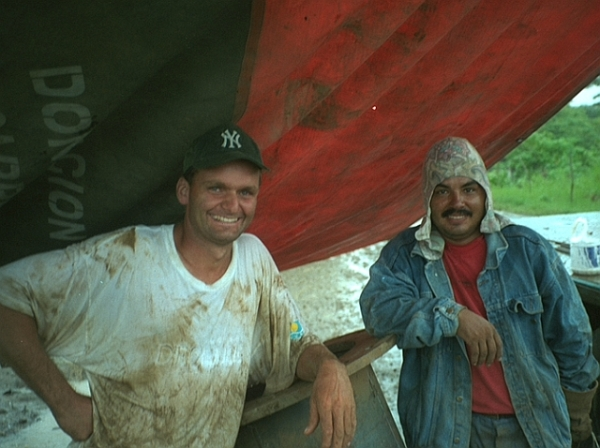
托尼和他在厄瓜多尔的伙伴 Walter Yánez

在厄瓜多尔的亚马逊丛林地区，托尼设计出一种同社区合作、几乎无需任何现金投资的建桥系统：由村民带来砂石、硬木，并提供劳动力。托尼向该地区的石油钻井平台公司申请旧钢缆，並向厄瓜多尔国家石油公司申请捐赠废弃钢管。
1988年至1990年间，他建造了六座桥梁。其中横跨阿瓜里科河的一座桥梁全长264米，至今仍然是他建造的最长桥梁。这位被厄瓜多尔农民亲切称作“瑞士人托尼”的桥梁建造者，发明了废料建桥法。
在厄瓜多尔石油小城拉戈阿格里奥（Lago Agrio），托尼找到了一位伙伴——瓦爾特·雅內茲（Walter Yánez），他是一位焊接工兼机械工。接下来的七年中，两人在当地民众的帮助下，在厄瓜多尔境内又建造了82座桥。在1994年內瓦多·德·烏伊拉火山附近的帕埃斯河地震之后，他们在哥伦比亚建造了10座桥梁。

### 从厄瓜多尔到中美洲

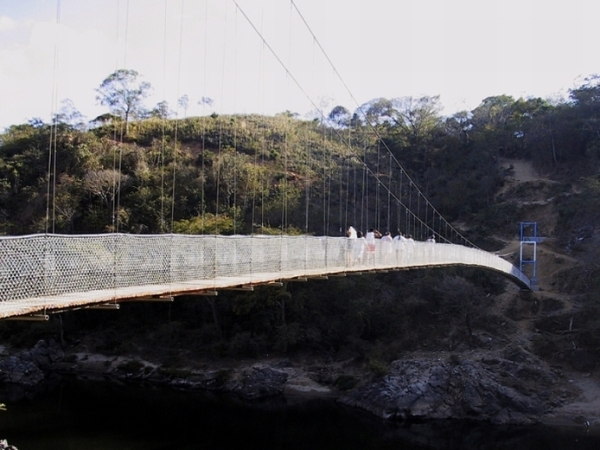
洪都拉斯和萨尔瓦多间伦帕河上的国际大桥

至1998年11月，托尼和瓦爾特共建造了99座桥梁。同月，两人在厄瓜多尔空军的帮助下匆匆赶往被飓风“米奇”毁坏的洪都拉斯，在那里他们又建造了33座桥梁。他们在哥斯达黎加和尼加拉瓜继续建造桥梁，还在洪都拉斯和萨尔瓦多之间建造了一座国际大桥。
2000年，托尼接受了钢管制造商塔姆萨（今泰瑞纳斯塔姆萨，Tenaris Tamsa）公司捐赠的钢管，在墨西哥韦拉克鲁斯州建造了29座桥。

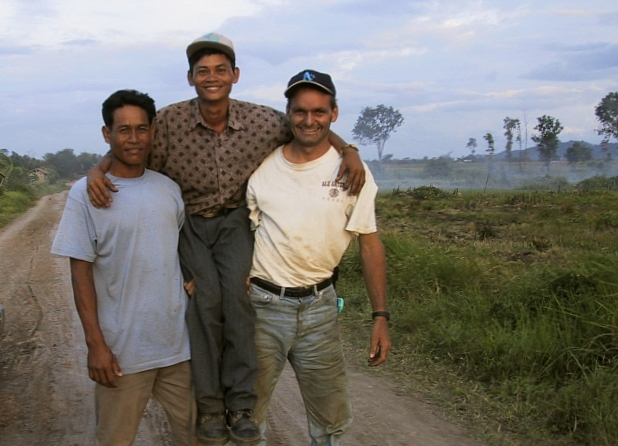
Pen Sopoan、Yin Sopul 和 Toni 在柬埔寨

### 通向柬埔寨之路
在瑞士时，托尼到学校和大学演讲。在2000年的一次演讲上，他见到了一名柬埔寨难民，以当地人民的名义请求他帮助。
2001年4月，托尼开始同两支团队同时合作，一支是在墨西哥的瓦爾特·雅內茲团队，另一支则是他的柬埔寨新伙伴机械工尹索普（Yin Sopul）和卡车司机彭索潘（Pen Sopoan）。他们都是红色高棉种族灭绝的悻存者。

### 格林-巴利综合征导致瘫痪

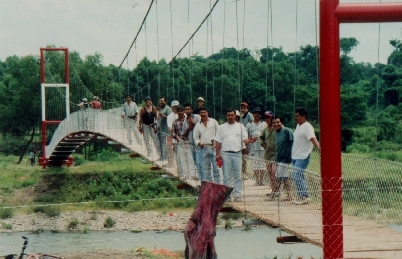
墨西哥韦拉克鲁斯州拉利马市的一座桥梁

2002年4月，托尼患上吉巴氏綜合症。疾病摧毁了他末梢神经系统的髓磷脂，导致他肌肉瘫痪。
他不得不住院治疗，之后被送往泰国诗琳通公主国家医疗康复中心医治，但他从未停止过工作。一开始，他用嘴咬住一支铅笔，双手只有两个大拇指能动，就这样他写出了一个计算机程序，用来将他在墨西哥和柬埔寨的同事发来的测量值变成清晰而完整的指令，这样就可以通过远程控制，指挥他的同事继续建造桥梁。
以这种方式，瓦爾特在墨西哥建造了29座桥，此后他回到厄瓜多尔。2003年之后，他继续在他的祖国境内建造桥梁。

### 在越南、老挝、缅甸和印度尼西亚建造的桥梁

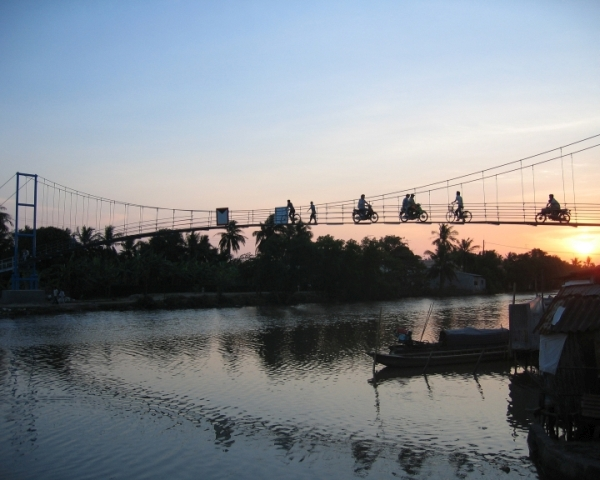
越南薄寮省和金瓯省间国家河道上的桥梁

经过两年的治疗和康复，托尼终于能够再次行走，此后他动身前往越南。
在槟椥省，於该省退休的副省长和前越共战士麥森（Mai Son）的帮助下，他组建了第三个团队。2004年至2008年间，他在越南湄公河三角洲各省，包括薄寮省、茶荣省和铜塔省，建造了58座桥梁。

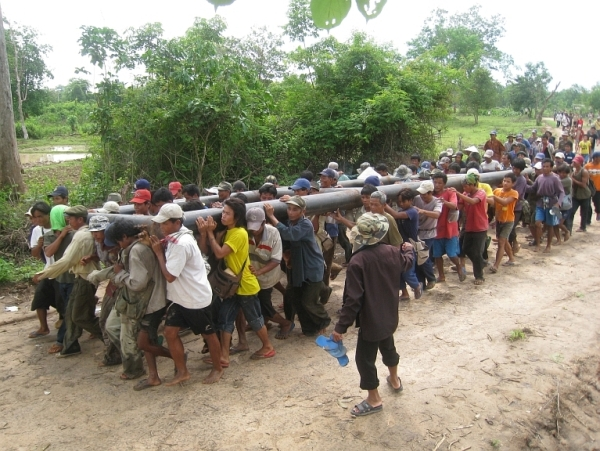
搬运桥柱，摄于老挝沙湾拿吉的 Xe Xamxoy

之后，托尼前往越南邻国老挝继续他的建桥事业。此前，他和他的柬埔寨团队于2006年就已经在老挝建造了3座桥梁。在老挝卡车司机拉赫（Lanh）和三位焊接工的帮助下，2008年至2010年间，他建造了42座桥梁。

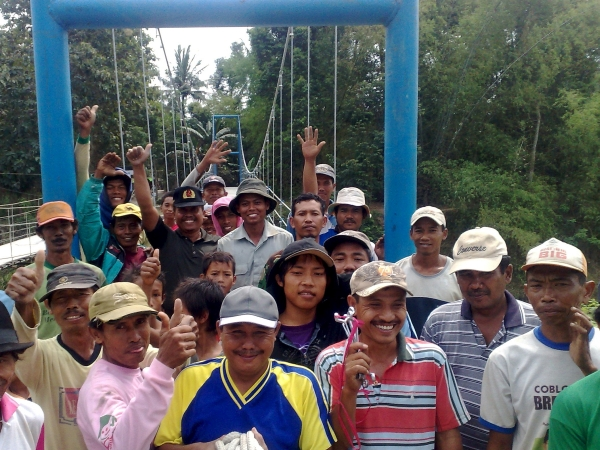
印度尼西亚东爪哇省任抹县塔曼落丽

在2008年的年中，托尼前往缅甸，那时缅甸还处于美国和欧盟的禁运封锁之下。在仰光，他将一封信和自己所建桥梁的照片呈交给一名政府官员。仅四天后，缅甸首都内比都就传来了许可，准许他在缅甸建桥。
此后，他和伙伴艾克梁（Aiklian），一位退休宝石手工艺人一起，开始在缅甸全境建造桥梁。五名焊接工在仰光的一家政府造船厂里负责准备建桥的部件。

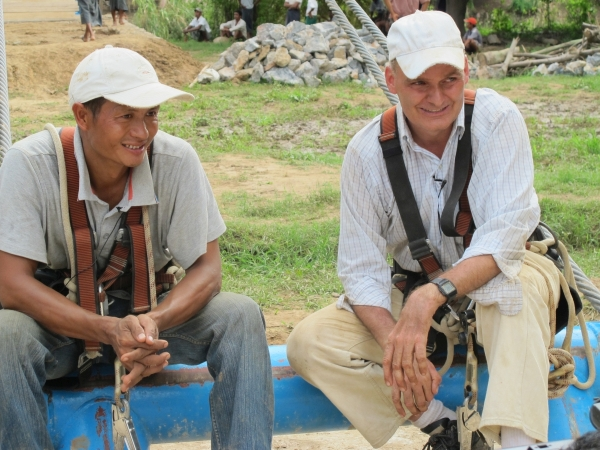
Aiklian 和 Toni

2010年底，瑞士人托尼开始在印度尼西亚建造桥梁。泰纳瑞斯印度尼西亚公司捐赠了钢管，而印度尼西亚政府颁发了建造许可，还在雅加达城外为他提供了一处焊接车间。印度尼西亚是一个幅员辽阔的国家，印尼海军和陆军承担了大部分的海上运输，而陆上运输则通常由桥梁所在的当地社区承担。
印度尼西亚团队由杜拜一家建筑工厂的前操作员桑塔納（Suntana）和四名焊接工组成。2011年至2014年3月之间,该团队在印度尼西亚的爪哇岛建造了30座桥，在苏拉威西岛上建造了6座。

## 供应链

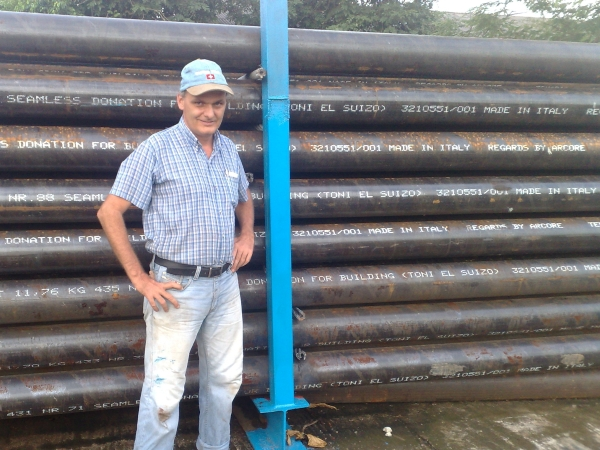
泰纳瑞斯捐赠的钢管，摄于仰光

自2005年起，世界最大的无缝钢管制造商泰纳瑞斯（Tenaris）就开始在世界各地捐赠钢管給托尼。这些废旧、多余，甚至全新的钢管从泰纳瑞斯在意大利、阿根廷、巴西、墨西哥、哥伦比亚和印度尼西亚的各个工厂，千里迢迢运至最终的目的地。

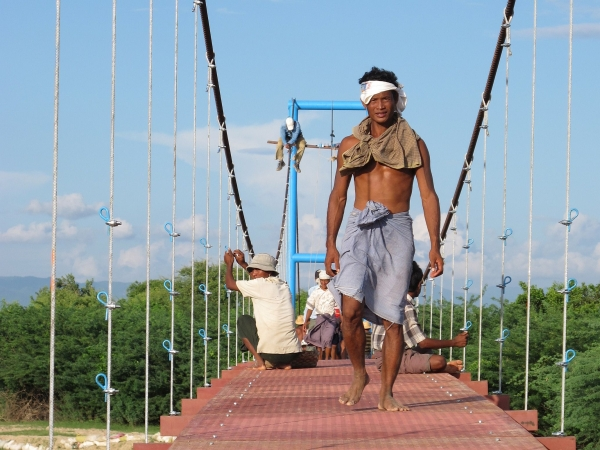
网纹钢板铺成的桥面板

从2004年起，桥梁的桥面板改进为钢制，社会各界开始捐赠网纹钢板：越南和厄瓜多尔的网纹钢板由当地省政府提供，在老挝和缅甸，这些钢板的供应者则是来自拉丁美洲主要钢铁生产商之一的阿根廷泰纽姆公司（Ternium）提供。

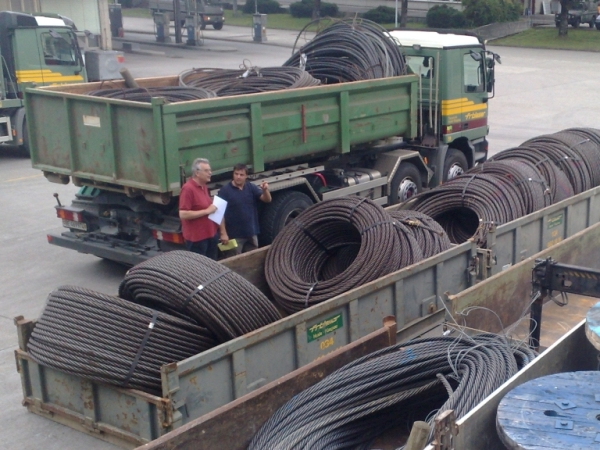
瑞士缆车捐赠的钢缆

同样在2005年，托尼开始使用其祖国高山缆车業者捐赠的钢缆。在瑞士，由于政府颁布了极其严格的安全法规，缆车线缆须频繁更换。
由此，托尼收到几公里长、直径粗、质量好的钢缆。
不过，托尼建造的桥梁有一些也不再使用了。在一些地方，特别是厄瓜多尔和柬埔寨，它们被政府建造的公路桥所取代。有些地方这些桥由于缺乏维护而不能再使用，而在另一些地方，有些桥甚至遭受到了自然灾难的破坏，如2008年哥伦比亚帕埃斯河谷的桥就是这样。

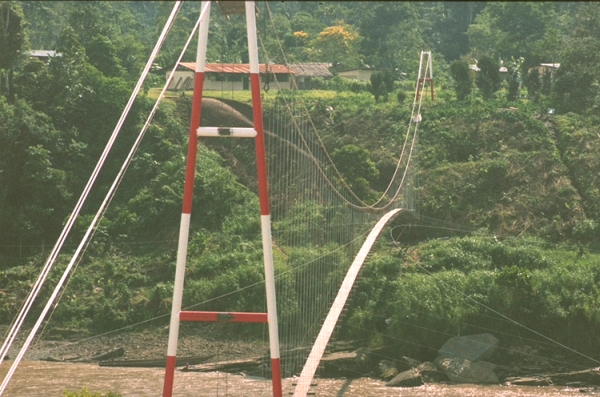
横跨厄瓜多尔阿瓜里科河的桥梁

托尼自始至终都与當地民众进行合作。这样，这些有意愿建桥的社区自己就能够更换钢缆或进行其它重大维修。
迄今为止，在修桥的过程中并没有发生过任何严重的事故。这主要是归功于当地人们已习惯于重体力劳动，以及在预制和建造桥梁的过程中，施工人员严格遵守安全规则和程序。

## 三座特别的大桥

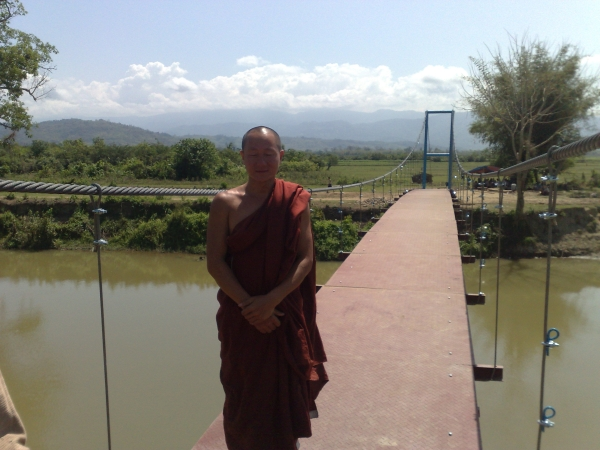
缅甸克钦州的大桥

瑞士人托尼并没有偏好哪一座桥，但在《瑞士家庭》杂志的一次采访中，他道出记忆中最为难忘的三座大桥：第一座是他所建造的最长的桥，全长264米，横跨厄瓜多尔阿瓜里科河。

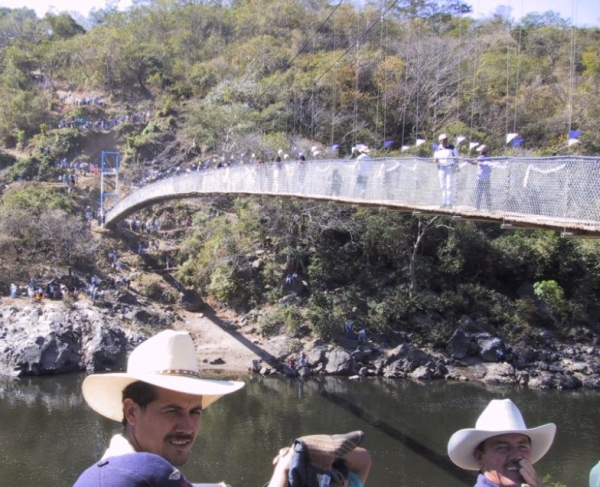
洪都拉斯和萨尔瓦多间伦帕河上的国际大桥

第二座是洪都拉斯和萨尔瓦多之间的国际大桥，它连接着马普拉卡和维多利亚的社区。合作建造大桥的是当地的村民，而在几年之前，他们还处于互相争斗残杀的状态之中。
最后一座桥在缅甸，在建成后遭克钦独立军在游击队行动中摧毁，之后得以重建。一位僧侣在最勇敢的村民们的帮助下，最终在水中抢救起了这座桥。

## 统计数据
| 国家       | 完成数量 | 受益人口  |
| ---------- | -------- | --------- |
| 柬埔寨     | 77       | 209 500   |
| 印度尼西亚 | 114      | 709 300   |
| 老挝       | 43       | 129 900   |
| 缅甸       | 135      | 518 000   |
| 越南       | 58       | 248 000   |
| 亚洲       | 427      | 1 814 700 |
| 阿根廷     | 2        | 3 500     |
| 哥伦比亚   | 19       | 30 200    |
| 哥斯达黎加 | 14       | 8 000     |
| 厄瓜多尔   | 332      | 384 200   |
| 萨尔瓦多   | 1        | 2 500     |
| 洪都拉斯   | 33       | 89 700    |
| 墨西哥     | 30       | 22 400    |
| 尼加拉瓜   | 4        | 7 700     |
| 拉丁美洲   | 435      | 584 200   |
| 总计       | 862      | 2 362 900 |

## 所获奖项
- 1997年第23届Adele Duttweiler奖
- 1999年J.E. Brandenberger博士奖
- 2000年国际桥梁及结构工程协会(IABSE)特别大奖,表彰其为贫困人群建筑桥梁的原创性贡献。

2001年之后，托尼拒绝任奖项的提名者。
“我把自己看作同我合作的那些人一样，”……“我不愿接受任何奖项，不愿再参加任何晚宴。”